# Кадиргуловська сільська рада
Кадиргу́ловська сільська рада (рос. Кадыргуловский сельский совет) — муніципальне утворення у складі Давлекановського району Башкортостану, Росія. Адміністративний центр — присілок Кадиргулово.

## Населення
Населення — 1069 осіб (2019, 1330 в 2010, 1489 в 2002).

## Склад
До складу поселення входять такі населені пункти:
| Населений пункт        | Населення, осіб (2002) | Населення, осіб (2010) |
| ---------------------- | ---------------------- | ---------------------- |
| Гумерово, присілок     | 63                     | 40                     |
| Кадиргулово, присілок  | 255                    | 234                    |
| Камчалитамак, село     | 522                    | 475                    |
| Кузьминовка, присілок  | 49                     | 41                     |
| Новоянбеково, присілок | 217                    | 187                    |
| Філіпповка, село       | 62                     | 49                     |
| Хусаїново, село        | 321                    | 304                    |